# Hemiclepsis
Hemiclepsis — рід п'явок з підродини Glossiphoniinae родини Пласкі п'явки ряду Хоботні п'явки (Rhynchobdellida). Має 7 видів.

## Опис
Загальна довжина представників цього роду коливається від 10 до 30 мм, ширина становить 5-10 мм. Зовнішністю доволі схожі на представників родів Batracobdella і Placobdella. тому тривалий час дослідники переміжували декілька видів з одного до іншого роду. Відмінністю Hemiclepsis є наявність 3 (рідше 2) пари очей, центральної хоботкової пори, 10-11 пар сегментарних міжечків (дивертикул) воло, атріум (репродуктивний апарат самця) маленький, репродуктивний апарат самиці короткий. Тіло складається з 18-21 сомітів, вкрите дрібними пухирцями. Кожен з сомітів має 3 кільця. Рот широкий. Переднія присоска менша за задню. Задня присоска чітко відділена від тіла, має дископодібну або округлу форму.
Забарвлення світло-коричневе, оливкове, світло-зелене. Пухирці на тілі зазвичай значно світліше.

## Спосіб життя
Воліють до стоячих вод або річках з повільною течією. Разом з тим здатні занурюватися на значну глибину — до 13 м. Активні. Є ектопаразитами, що живляться кров'ю риб (насамперед коропових та тріскоподібних), черепах й земноводних. Використовують потужну задню присоску для утримання на здобичі для її захоплення.
Парування відбувається 1 раз у житті. Ці п'явки відкладають декілька кладок з помірно великими яйцями (відносно до інших представників своєї родини) — до 10 шт.

## Розповсюдження
Поширені Європою (переважно у східній та північній частині) та Азією (до Далекого Сходу).

## Види
- Hemiclepsis erhaiensis
- Hemiclepsis guangdongensis
- Hemiclepsis hubeiensis
- Hemiclepsis japonica
- Hemiclepsis marginata
- Hemiclepsis quadrata
- Hemiclepsis viridis